# バヴルィ
座標: 北緯54度22分59.88秒 東経53度16分59.88秒 / 北緯54.3833000度 東経53.2833000度

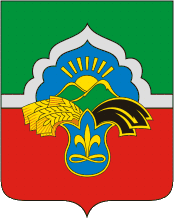
バヴルィの紋章

バヴルィ（バブルイ、ロシア語: Бавлы、ラテン文字表記の例: Bavly）、あるいはバウルィ（タタール語: Баулы, Bawlı）はロシアのタタールスタン共和国南東端にある町。人口は2万1628人（2021年）。
カマ川水系のイク川の支流、バヴルィ川沿いに建つ。周囲はブグリマ＝ベレベーイ丘陵という石灰岩と砂岩の小高い丘陵地帯で、地下には石油や天然ガスが埋蔵されており、レニノゴルスク、ブグリマ、アズナカエヴォ、オクチャブリスキーといった油田の町が集中している。タタールスタンの首都カザンからは南東へ370km。すぐ東はバシコルトスタン共和国との境界で、南と西はオレンブルク州との境界になる。

## 歴史

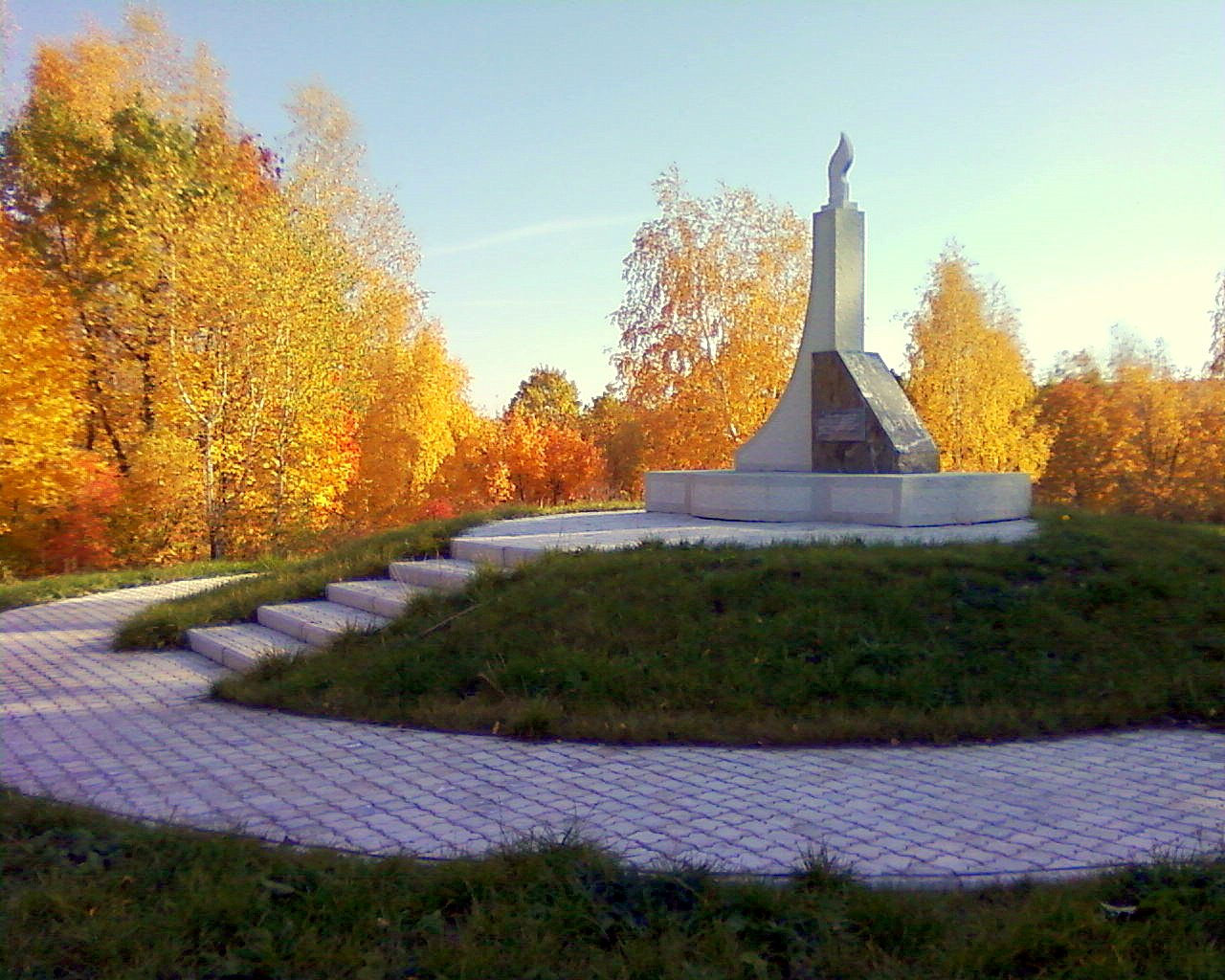
バブルィにおける石油採掘の先駆者たちの碑

この地には17世紀から18世紀には町が作られていた。バヴルィの町の創建の年は1626年という資料もあれば、1755年という資料もある。
ソビエト連邦時代の石油開発によってバヴルィの町は大きくなった。1950年には都市型集落となり、1997年9月17日に市となった。

## 文化・産業・交通
バヴルィには歴史博物館がある。
主な産業は石油と天然ガスの採掘で、タタールスタンの石油会社タトネフチの子会社バヴルィネフチが生産に当たっている。油田・ガス田以外では、農業が中心になっている。
ウリヤノフスクからチシムィ（バシコルトスタン共和国）を経てウファに至る鉄道のユタザ駅が最寄り駅で、町の中心からは40km離れている。また、モスクワからサマーラを経てチェリャビンスクに至るM5幹線道路がバブルィを通過し、カザンからオレンブルクに至る国道と交差している。

## 姉妹都市
- トルコ・キュタヒヤ
- モルドバ・コムラト